# Valverde (El Hierro)
Pour les articles homonymes, voir Valverde.
Valverde est une commune de la communauté autonome des Îles Canaries en Espagne. Elle est située au nord-est de l'île d'El Hierro, dont elle est le chef-lieu, dans la province de Santa Cruz de Tenerife.

## Géographie
La commune occupe le nord-est de l'île d'El Hierro et s'étend sur 10 365 hectares. Bordée par l'océan Atlantique à l'est et au nord, Valverde est limitrophe des deux autres communes d'El Hierro, La Frontera à l'ouest et El Pinar au sud-ouest.

### Localisation

Localisation de l'île d'El Hierro dans les Îles Canaries.
Localisation de Valverde dans l'île de El Hierro.

| Océan Atlantique                     | Océan Atlantique      | Océan Atlantique |
| La Frontera                          | Valverde              | Océan Atlantique |
| La Frontera et El Pinar de El Hierro | El Pinar de El Hierro | Océan Atlantique |

### Villages de la commune
Nombre d'habitants en 2005
- Valverde/Amoco (1 677 habitants)
- Mocanal (865 habitants)
- Isora (454 habitants)
- Guarazoca (310 habitants)
- San Andrés de Asofa (233 habitants)
- Tamaduste (226 habitants)
- Temijiraque (191 habitants)
- Erese (175 habitants)
- Echedo (171 habitants)
- Caleta (167 habitants)
- Puerto de la Estaca (115 habitants)

323 personnes vivent en dehors des villages.

### Transports
Un aérodrome existe à proximité.

## Histoire
Avant 1912, El Hierro est constituée d'une municipalité unique dont Valverde est le chef-lieu. Avec la mise en œuvre l'année suivante de la loi constitutive des conseils insulaires, l'île est divisée en deux municipalités, Valverde à l'est et La Frontera à l'ouest.

## Culture et patrimoine
- L'église Santa María de la Concepción date du XVIIIe siècle, mais ses fondations remontent au XVIe siècle. Dans le passé elle a servi de refuge lors d'attaques de pirates;
- L'Hôtel de ville a été construit en 1930.
- La chapelle Ermita de Santiago est la plus ancienne église d'El Hierro.
- Le musée archéologique.